# كيفين فريسينبيتشلير
كيفين فريسينبيتشلير (بالألمانية: Kevin Friesenbichler)‏ (6 مايو 1994 في النمسا - ) هو لاعب كرة قدم نمساوي في مركز الهجوم. شارك مع منتخب النمسا تحت 17 سنة لكرة القدم ومنتخب النمسا تحت 18 سنة لكرة القدم ومنتخب النمسا تحت 19 سنة لكرة القدم ومنتخب النمسا تحت 21 سنة لكرة القدم. أما مع النوادي، فقد لعب مع أدميرا فاكر مودلينغ وأوستريا فيينا وبايرن ميونخ الثاني وليخيا غدانسك وS.L. Benfica B ‏.

## وصلات خارجية
- كيفين فريسينبيتشلير على موقع الاتحاد الأوربي (الإنجليزية)
- كيفين فريسينبيتشلير على موقع قاعدة بيانات كرة القدم.إي يو (الإنجليزية)
- كيفين فريسينبيتشلير على موقع Soccerway.com (الإنجليزية)
- كيفين فريسينبيتشلير على موقع عالم كرة القدم.نت (الإنجليزية)
- كيفين فريسينبيتشلير على موقع AS.com (الإسبانية)